# Забибе (царица Кедара)
Забибе (также Забиби, Забиба) — царица Кедара, которая правила в течение пяти лет между 738 и 733 годами до н. э.
Она была вассалом царя Ассирии Тиглатпаласара III и упоминается в его анналах среди правителей, плативших дань ассирийцам в 738 году до н. э. Ей был присвоен титул «царица ариби» (то есть арабов).
Исраэль Эфал утверждал, что до Ашшурбанапала титул «царица арабов» в ассирийских текстах носил общий характер, который присваивался вождям кочевых племён сирийской пустыни. Таким образом он сделал вывод, что Забибе следовало бы именовать «царицей Кидри» (кедаритов). Забиба — древнее арабское имя, которое, вероятно, происходит от zabīb, что означает «изюм».
На смену Забибе пришла другая царица, Шамси, которая также правила пять лет.